# 1184

## Догађаји
- 27. март – Тамара од Грузије постаје краљица регенткиња након смрти свог оца и корегента Џорџа III. Она остаје једини владар Грузије (прва жена на овој функцији) до своје смрти 1213. године.
- 20. мај – Пријем на Духове: Цар Фридрих Барбароса, цар Светог римског царства, организује конференцију у Мајнцу. Током пријема Фридрих преговара са Хенријем II Лавом о антифранцуском савезу са Енглеском.
- 15. јун – Битка код Фимреитеа: Краљ Свере од Норвешке побеђује и убија свог ривала, Магнуса V Ерлингсона близу Фимреитеа. Свере преузима престо и постаје једини владар Норвешке (до 1202. године).
- 26. јул – Око 60 људи је погинуло у катастрофи са ерфуртским латрином.
- Лето – Алмохадске снаге поново освајају Алентежо (осим Еворе), опседају Лисабон на копну и блокирају луку својом морнарицом. Португалски војник успева да доплива до највећег брода флоте и да га потопи. Овај брод је био толико висок да би муслиманима омогућио да лако дођу до зидина града. Следећег дана, Алмохади су морали да се повуку, водећи са собом и известан број цивилних заробљеника.
- Опсада Сантарема: Алмохадске снаге под калифом Абу Јакубом Јусуфом марширају ка Бадахозу и опседају Сантарем, који брани краљ Афонсо I од Португала. Чувши за Абу Јусуфов напад, Фердинанд II од Леона креће са својом војском ка Сантарему како би подржао свог таста, Афонса. Абу Јусуф, у покушају да пробије опсаду, рањен је самострелом и умире 29. јула.
- 29. октобар – Осамнаестогодишњи принц Хенри, најстарији преживели син Фридриха I, вери се са принцезом Констанцом, наследницом Краљевине Сицилије, у Аугзбургу у епископској палати.
- Град Абвил добија своју трговачку повељу од краља Филипа II од Француске.
- У Енглеској је донета прва краљевска уредба којом се захтева да витезови темплари и хоспиталци помажу у наплати пореза.
- Краљ Хенри II од Енглеске подстиче свог најмлађег (и омиљеног) сина Јована да преузме Аквитанију од свог брата Ричарда.
- Берберске снаге под Али Бану Ганијом изненада заузимају алмохадске градове Алжир, Беџају и Константин. Док је он одсутан из своје базе на Мајорци, један од његове браће, Мухамед, преузима контролу над острвом и позива Алмохаде, који намеравају да заузму Мајорку за себе. Бану Ганија стиже таман на време да порази Алмохаде и поврати острво.
- 10. август – Абу Јусуф Јакуб ел-Мансур проглашен је новим калифом Алмохадског калифата, након што је његов отац Абу Јакуб Јусуф убијен у Португалу.
- Саладин шаље свог нећака Из ал-Дина Усаму, гувернера (емира) планина богатих гвожђем близу Бејрута, да изгради замак Аџлун, који контролише трговину дуж пута између Дамаска и Египта.
- 19. фебруар – Друга битка код Уџија: Јапанске снаге под командом Минамота но Јошинаке поражене су од његових рођака, Минамота но Јошицунеа и Минамота но Јоритома, за контролу над Јапаном.
- 21. фебруар – Битка код Авазуа: Минамото но Јошинака је убијен током потере војски његовог рођака. Придружио му се његов полубрат Имаи Канехира, који је извршио самоубиство.
- Папска була Ad Abolendam издата је против неколико европских јеретичких група: катара, валденжанаца, патарена, јозефинаца и хумилијата. Настала је након значајног сабора у Верони, између Светог римског царства под Фридрихом I и Католичке цркве под папом Луцијем III.

## Смрти
- Абу Јакуб Јусуф
- Агнеса од Антиохије
- Агнеса од Куртенеа

- Беатриче I од Бургундије

- Гиорги III од Грузије

- Магнус V Ерлингсон

- Теодора Комнина Аустријска
- Арно де Торож